# South Yuba City
South Yuba City is een plaats (census-designated place) in de Amerikaanse staat Californië, en valt bestuurlijk gezien onder Sutter County.

## Demografie
Bij de volkstelling in 2000 werd het aantal inwoners vastgesteld op 12.651.

## Geografie
Volgens het United States Census Bureau beslaat de plaats een oppervlakte van
8,4 km², geheel bestaande uit land.